# The Panama Deception
The Panama Deception è un documentario del 1992 diretto da Barbara Trent.

## Riconoscimenti
- Premio Oscar
  - Oscar al miglior documentario